# الصباحة (بني مطر)

تعديل مصدري - تعديل

الصباحة هي إحدى قرى عزلة شهاب الأسفل بمديرية بني مطر التابعة لمحافظة صنعاء، بلغ تعداد سكانها 1289 نسمة حسب تعداد اليمن لعام 2004.